# Armin Dadieu
Armin Dadieu (* 20. August 1901 in Brunndorf, Österreich-Ungarn; † 6. April 1978 in Graz) war ein österreichischer Chemiker, nationalsozialistischer Politiker und ranghoher SS-Offizier.

## Leben
Armin Dadieu wurde 1901 in Brunndorf bei Marburg an der Drau als Sohn des Bahninspektors Josef Dadieu und dessen Frau Friederike Pelkhofer geboren. Die Familie wurde 1919 aus dem Königreich Jugoslawien ausgewiesen.
In Marburg an der Drau war er zunächst an der Volksschule und dann an der Oberrealschule, die er 1919 mit der Matura abschloss. Im Herbst 1919 begann er ein Chemiestudium an der Technischen Hochschule in Graz. Er gehörte dem ATV Graz und dem Alpenverein an. Das Studium beendete er 1923 als Diplomingenieur und war danach wissenschaftlicher Mitarbeiter an der TH Graz. 1924 legte er die Lehramtsprüfung für die Fächer Chemie, Physik und Mathematik ab, wurde aber nicht Lehrer, sondern setzte sein Studium fort. 1926 promovierte er mit der Arbeit Über das elektromotorische Verhalten des Aluminiums zum Dr. techn. Im Sommer 1929 habilitierte sich Dadieu an der Technischen Hochschule, 1930 an der Universität in Graz. Im März 1932 wurde er außerordentlicher Professor für anorganische und physikalische Chemie. 1935 erhielt er den Lieben-Preis (den „österreichischen Nobelpreis“) für seine Arbeit im Bereich der Raman-Spektroskopie.
Dadieu war auch politisch aktiv, zunächst von 1927 bis 1930 beim Steirischen Heimatschutz. Zum 18. Juni 1932 trat er in die NSDAP ein (Mitgliedsnummer 1.085.044). 1938 gab er an, während der illegalen Zeit dieser Partei in Österreich in seinem Institut heimlich Sprengkörper für sie hergestellt zu haben. Außerdem habe er 1937 illegal für Hermann Göring Forschung betrieben und für diesen einen Nachrichtendienst eingerichtet. 1936 wurde er „Volkspolitischer Referent“ der Vaterländischen Front in der Steiermark und arbeitete verdeckt für die in Österreich verbotene NSDAP. 1938 organisierte Dadieu dann NS-Kundgebungen und erhielt nach dem Anschluss Österreichs im März 1938 den Posten des Landesstatthalters und Gauhauptmanns im Gau Steiermark. Außerdem war er im Juli 1936 der SS (SS-Nummer 292.783) beigetreten und wurde bis November 1938 zum SS-Standartenführer befördert. Dadieu leitete die Hochschularbeitsgemeinschaft für Raumforschung an der Universität Graz. Bis 1941 war er zudem Gauwirtschaftsberater der NSDAP im Gau Steiermark und Leiter der Kammer für Handel, Gewerbe und Industrie. Von Juli 1940 bis Juli 1941 nahm Dadieu als Stuka-Pilot am Zweiten Weltkrieg teil. 1942 wurde er zum SS-Oberführer ernannt, von 1943 bis 1945 war Dadieu Gaudozentenbundführer in der Steiermark.
Der steirische Gauleiter Sigfried Uiberreither übergab am 8. Mai 1945 die Geschäfte seinem innerparteilichen Gegner, dem gemäßigteren Dadieu. Dieser enthob noch zu Mittag alle Kreis- und Ortsgruppenleiter der NSDAP in der Steiermark ihrer Funktionen und ordnete an, dass dem Nerobefehl nicht Folge zu leisten sei. Dadieu wurde zunächst von Soldaten der Roten Armee festgenommen, konnte aber nach kurzer Haft fliehen. Am 13. Januar 1946 erschien sein Name auf einer Kriegsverbrecherliste in der Wiener Zeitung. Im März 1948 wurde er in Tirol verhaftet und wieder auf freien Fuß gesetzt, was er dazu nutzte, über die Grenze nach Italien und von dort nach Argentinien zu flüchten. Dort wurde er Berater der Regierung, vor allem zum Thema Raketentreibstoffe (Argentinische Cóndor-Rakete). Österreich erklärte Dadieus Vermögen 1950 für verfallen, ein gegen ihn laufendes Verfahren wurde eingestellt.
Seine Tochter Renate heiratete 1956 den Holocaust-Überlebenden Imo Moszkowicz, aus dieser Ehe gingen der deutsche Filmproduzent Martin Moszkowicz und die Schauspielerin Daniela Dadieu-Ebenbauer hervor.
1958 verließ Dadieu Argentinien wieder und trat eine Stelle am Institut für Strahlantriebe in Stuttgart an. Seit 1962 leitete er das Institut für Raketentreibstoffe in Stuttgart, seit 1970 dann das Institut für Chemische Raketenantriebe in Lampoldshausen. Als Pensionär lebte er wieder in Graz.
Er gehörte den Ausschüssen für Transportsysteme des Apollo-Nachfolgeprogramms und für die Trägerrakete EUROPA-III an.
Er arbeitete für die OTRAG sowie als Gutachter der Bundesregierung in Sachen OTRAG.

## Veröffentlichungen
- mit Karl W. F. Kohlrausch: Studien zum Ramaneffekt. 1929.
- Raketentriebstoffe. 1968.
- Aus meinen Aufzeichnungen 1938–1945. In: Historisches Jahrbuch der Stadt Graz. 10, 1978.